# Économie de la qualité
L'économie de la qualité est une notion en sociologie économique développée le sociologue Lucien Karpik en 1989. L'économie de la qualité désigne des situations dans lesquelles l'ajustement entre l'offre et la demande ne passe par le prix mais par le jugement sur la qualité du produit.